# Krîvonosivka, Zolotonoșa
Krîvonosivka (în ucraineană Кривоносівка) este o comună în raionul Zolotonoșa, regiunea Cerkasî, Ucraina, formată numai din satul de reședință.

## Demografie
Componența lingvistică a comunei Krîvonosivka
     Ucraineană (96,85%)
     Rusă (1,57%)
Conform recensământului din 2001, majoritatea populației comunei Krîvonosivka era vorbitoare de ucraineană (96,85%), existând în minoritate și vorbitori de rusă (1,57%) și armeană (1,57%).